# اوچ گنبدخان
اوچ گنبدخان، روستایی از توابع بخش کرانی شهرستان بیجار در استان کردستان ایران است.

## جمعیت
این روستا در دهستان طغامین قرار دارد و براساس سرشماری مرکز آمار ایران در سال ۱۳۸۵، جمعیت آن ۵۰۰ نفر (۹۰خانوار) بوده‌است. زبان مردم این روستا ترکی آذری و دینشان اسلام (مذهب شیعه) است.
کسب و کار:
عمده تولیدات این روستا، گندم، محصولات دامی و عسل طبیعی چهل گیاه میباشد